# Joseph Gheusi
Pour les articles homonymes, voir Gheusi.
Joseph Gheusi est un homme politique français né le 6 janvier 1870 à Toulouse (Haute-Garonne) et décédé le 15 juillet 1950 à Toulouse.

## Biographie
Professeur de droit civil à la faculté de Toulouse, il est député de la Haute-Garonne de 1908 à 1914 et de 1919 à 1924, siégeant sur les bancs radicaux.
Battu en 1924, il devient ensuite recteur des universités de Clermont-Ferrand, Lyon, puis Toulouse.